# 이수열
이수열(李秀烈, 1928년 2월 15일 ~ 2021년 8월 24일)은 대한민국 국어학자였다.

## 생애
경기 파주시에서 나무꾼의 아들로 태어났다. 초등학교 졸업이 최종학력임에도 엄청난 노력 끝에 교원자격시험에 합격해 모교인 봉일천초등학교에서 교편을 잡았고, 중고교에서도 국어를 가르쳤다.
외솔 최현배의 '우리말본' 등 문법서로 독학을 하던 그는 평소 우리말의 소중함과 과학성에 열정과 관심을 가지고 끊임없이 노력했다. 조,중,동,한겨레 신문사를 포함하여 여러 언론사에 '바른말 운동'의 명목을 세워 신문기사와 사설에 빨간펜을 그어 올바른 말을 쓰는데, 혼신의 노력을 다했다.
또한 이수열은 1993년 정년퇴직하자 곧 '우리말 바로 쓰기'를 펴냈으며, 후에 국헌이 외래어와 일본식 문장으로 오염된 현실에 개탄하여 '대한민국 헌법'을 우리나라 말에 맞게 개정하는 작업 또한 홀로 해냈다.
2021년 8월 24일, 93세의 나이에 신장암 4기 투병 끝에 별세하였다.

## 경력
- 1943년 한국 최초 최연소 초등교원자격
- 1993년 서울여고 교사로 정년퇴직
- 2004년 '우리글 지킴이'로 위촉(한글학회, 문화관광부 장관)
- 2014년 제 36회 외솔상 수상

## 작품
- 1993년 《우리말 우리글 바로 알고 바로 쓰기》
- 1999년 《우리말 바로 쓰기》
- 1999년 《우리글 갈고 닦기》
- 2005년 《우리가 정말 알아야 할 대한민국 헌법》
- 2004년 《말이 올라야 나라가 오른다》(공저)

## 가족 관계
- 배우자 : 한상열
  - 슬하 : 2남 2녀 (이대희, 이문숙, 이창숙, 이두희)